# Хасан Ефраимов
Хасан Ефраимов е съвременен български писател.

## Биография и творчество
Хасан Ефраимов е роден на 15 януари 1966 в с. Трем, Шуменско. Завършва медицина в Медицински университет, Варна, а по-късно специализира акушерство и гинекология в Медицинския университет в София.
Живее в гр. Добрич. Автор е на романа „Метаморфоза“ (2016), трилогията за Делиормана – „Дервишки караконджул“, издаден през 2016 г., „Събирачът на болка“ (2017), „Шейтаните от тавана на гара Хитрино“ (2017), а също и на „Паралелен свят“ (2017) – сборник с разкази на съвременна тематика, „Изпращачът на души“ (2017) – сборник с разкази на лекарска тематика, „Възкресение“ (2018) – сборник със сатирични разкази, „Графити“ (2019) – отново сборник със сатира, „Мълчана вода“(2020), „Щъркелите на Всевишния“ (2021), „Джанки в Манхатън“ (2021).
Стилът му се определя като магически реализъм, преплетен с постмодернизъм. Ефраимов е и автор на спектакъла, озаглавен „Джанки в Манхатън“, който в изпълнение на артиста от ДТ Добрич Красимир Демиров се играе със завиден успех по сцените из страната.
Хасан Ефраимов въвежда в българската литература образите на караконджула и Шейтана, а също и символа на цъфналата джанка. В неговите произведения тя е наречена луда слива, а ароматът ѝ подлудява тези, които са напуснали родния си край, кара ги да страдат, за да не устоят и някой ден да се завърнат.
Караконджулът в произведенията на Ефраимов е противоречив образ. Той е „звяр дошъл от тъмните дебри на ада“, за да го видим накрая да плаче, седнал под цъфнала луда слива в една градина в Манхатън.
„Караконджулът стоеше с наведена глава… После изведнъж я вдигна и видях сълзите в очите му… Течаха като две пълноводни реки… И преливаха от мъка… Толкова силна мъка… каквато може да има само в очите на нашенски звяр.“
В края на произведението „Дервишки караконджул“ се разбира че всъщност, караконджулът олицетворява българина, напуснал родната си страна и скитащ се бездомен някъде по света.
Шейтана, в произведенията на Ефраимов е първообраза на злото. Първичното зло, което се появява, без да е предизвикано по какъвто и да е начин. „Шейтаните от тавана на гара Хитрино“ е произведение за вечната и непреходна борба между доброто и злото, между човека и самия Сатана.
Хасан Ефраимов е сред най-ярките представители на жанра магически реализъм в България. Характерно за автора е че свободно споделя произведенията си в интернет.
Участва активно и в обществения живот на страната. Ефраимов е сред създателите на социалния проект „Чудната градина“ за осигуряване на работа на лица с интелектуални затруднения в град Добрич. Това е инициатива на Фондация „Свети Николай Чудотворец“, на която Ефраимов е председател на Управителния съвет.
Авторът твърде успешно рекламира дейността на фондацията, осигурява средства и материали за съществуването ѝ и същевременно участва в ръководенето на самия проект.
Хасан Ефраимов е последовател на древно суфистко учение, разпространено по Североизточните райони на нашите земи, изповядващо идеята, че човек трябва да усети страданието още в този свят. Привържениците му се опитват да живеят в духовна хармония, много често дори и просят, а припечеленото даряват.

## Произведения
- Метаморфоза (2016)
- Дервишки караконджул (2016)
- Събирачът на болка (2017)
- Паралелен свят (2017)
- Изпращачът на души (2017)
- Шейтаните от тавана на гара Хитрино (2017)
- Възкресение (2018)
- Графити (2019)
- Мълчана вода (2020)
- Щъркелите на Всевишния (2021)
- Джанки в Манхатън (2021)
- Хвърлячът на ножове (2023)